# Lucius Verginius Rufus
Lucius Verginius Rufus (* um 14 bei Comum, heute in Italien; † 97) war ein Politiker und Feldherr der römischen Kaiserzeit italischer Herkunft. Er bekleidete dreimal das Konsulat.
Verginius Rufus, der Sohn eines römischen Ritters, wurde als erstes Mitglied seiner Familie in den Senat aufgenommen. Er durchlief die senatorische Ämterlaufbahn und erreichte unter Kaiser Nero 63 das Konsulat. Nero ernannte ihn 67 zum Legaten der Provinz Obergermanien, in der drei Legionen stationiert waren. In dieser Funktion schlug Verginius Rufus 68 in der Schlacht bei Vesontio die Rebellion des Gaius Iulius Vindex nieder. Die ihm mehrmals von seinen Soldaten angetragene Kaiserkrone wies er mit der Begründung zurück, er würde nur einen vom Senat gewählten Kaiser anerkennen. Vielleicht hatte er Bedenken wegen seiner niedrigen Abstammung.
69 wurde Verginius Rufus von Marcus Hordeonius Flaccus als Statthalter abgelöst und kehrte nach Rom zurück, wo er zunächst Suffektkonsul wurde und wenig später zum zweiten Mal das Konsulat übernahm. Nachdem Nero sich selbst getötet hatte und sein Nachfolger Galba ermordet worden war, amtierte nun Otho als Kaiser. Als dieser nach nur drei Monaten im Amt eine verheerende Niederlage gegen Vitellius erlitt, empfahl Verginius Rufus dem Senat, den Sieger als Kaiser anzuerkennen. Erneut auf den Kaiserthron gedrängt, lehnte er wiederum ab und zog sich für fast drei Jahrzehnte nach Alsium zurück, wo er Gedichte schrieb und einen literarischen Salon unterhielt. Wahrscheinlich gehörten der Rhetor Quintilian und der jüngere Plinius, dessen Vormund Verginius Rufus nach dem frühen Tod seines Vaters geworden war, zu seinen Gästen.
97 gelang es Kaiser Nerva, ihn mit dem Angebot eines gemeinsamen Konsulats zu einer Rückkehr in die Politik zu bewegen. Als Verginius Rufus jedoch seine Antrittsrede als Konsul halten sollte, rutschte er aus und brach sich die Hüfte. Er starb wenige Monate später an den Folgen dieses Sturzes und erhielt ein Staatsbegräbnis; die Grabrede hielt der Historiker Tacitus. Das Haus in Alsium, in dem Verginius Rufus so viele Jahre verbracht hatte, ging an Plinius den Jüngeren.